# Coupe du monde de ski acrobatique 2021-2022
Navigation
Édition précédente Édition suivante
La Coupe du monde de ski acrobatique 2021-2022 est la 43e saison de la Coupe du monde de ski acrobatique organisé par la Fédération internationale de ski. Elle débute le 22 octobre 2021 à Coire en Suisse et se termine le 26 mars 2022 à Silvaplana en Suisse. 
Cette saison, la FIS décerne 4 gros globes individuels pour récompenser les vainqueurs des spécialités :
- le général des bosses (en additionnant les résultats de l'épreuve des bosses simples et des bosses parallèles);
- la coupe du monde de saut acrobatique;
- la coupe du monde de skicross;
- le général Freeski Park & Pipe (en additionnant les résultats des épreuves de half-pipe, slopestyle et big air).

La fédération décerne également 5 petits globes individuels pour les vainqueurs des épreuves des bosses simples, de bosses parallèles, de half-pipe, de slopestyle et de big air; Il y a aussi 2 petits globes pour les vainqueurs des épreuves par équipe de saut et de skicross.
La FIS recompense également une Coupe des Nations générale (en comptabilisant les résultats des 2 meilleurs skieurs et skieuses dans chaque épreuve de chaque discipline), ainsi que 4 Coupes des nations pour les 4 spécialités concernées par les gros globes (en comptant tous les résultats des skieurs et skieuses dans chaque épreuve) : bosses, saut, skicross, Freeski Park & Pipe.

## Tableau d'honneur
| Discipline           | Homme            | Femme           |
| -------------------- | ---------------- | --------------- |
| Ski Cross            | Ryan Regez       | Sandra Näslund  |
| Bosses               | Mikaël Kingsbury | Jakara Anthony  |
| Bosses en individuel | Mikaël Kingsbury | Perrine Laffont |
| Bosses en parallèle  | Mikaël Kingsbury | Jakara Anthony  |
| Saut                 | Maxim Burov      | Xu Mengtao      |
| Freeski Park&Pipe    | Birk Ruud        | Gu Ailing       |
| Big Air              | Matěj Švancer    | Tess Ledeux     |
| Half-pipe            | Brendan MacKay   | Gu Ailing       |
| Slopestyle           | Andri Ragettli   | Kelly Sildaru   |
| Coupe des nations    | Canada           | Canada          |

| Rang | Nation     | Points |
| ---- | ---------- | ------ |
|      | Canada     | 6858   |
| 2    | États-Unis | 4874   |
| 3    | France     | 4323   |
| 4    | Suisse     | 4067   |
| 5    | Suède      | 3958   |

## Bosses

### Programme
- 15 épreuves individuelles de ski de bosses (10 simples et 5 en parallèle) dans 9 stations.

| \| Almaty Deer Valley Mont Tremblant Tazawako \| Sites des compétitions de ski de bosses hors Europe. |
| Almaty Deer Valley Mont Tremblant Tazawako                                                            |

| Almaty Deer Valley Mont Tremblant Tazawako |

| \| Alpe d'Huez Idre Chiesa Ruka Megève \| Sites des compétitions de skicross en Europe. |
| Alpe d'Huez Idre Chiesa Ruka Megève                                                     |

| Alpe d'Huez Idre Chiesa Ruka Megève |

### Classements

#### Général
| Rang | Nom                    | Points | Victoire(s) | Podium(s) |
| ---- | ---------------------- | ------ | ----------- | --------- |
|      | Mikaël Kingsbury       | 1072   | 9           | 11        |
| 2    | Ikuma Horishima        | 940    | 3           | 12        |
| 3    | Walter Wallberg        | 613    | 0           | 6         |
| 4    | Ludvig Fjallstrom (en) | 461    | 0           | 2         |
| 5    | Kosuke Sugimoto        | 424    | 0           | 1         |

| Rang | Nom             | Points | Victoire(s) | Podium(s) |
| ---- | --------------- | ------ | ----------- | --------- |
|      | Jakara Anthony  | 925    | 3           | 11        |
| 2    | Perrine Laffont | 906    | 5           | 9         |
| 3    | Anri Kawamura   | 704    | 3           | 7         |
| 4    | Olivia Giaccio  | 448    | 1           | 1         |
| 5    | Tess Johnson    | 427    | 0           | 2         |

| Rang | Nation     | Points |
| ---- | ---------- | ------ |
| 1    | Japon      | 2704   |
| 2    | États-Unis | 2256   |
| 3    | Canada     | 1746   |
| 4    | Australie  | 1206   |
| 5    | France     | 1161   |

#### Bosses simples (MO)
| Rang | Nom                    | Points | Victoire(s) | Podium(s) |
| ---- | ---------------------- | ------ | ----------- | --------- |
|      | Mikaël Kingsbury       | 672    | 5           | 7         |
| 2    | Ikuma Horishima        | 640    | 3           | 8         |
| 3    | Walter Wallberg        | 405    | 0           | 4         |
| 4    | Kosuke Sugimoto        | 328    | 0           | 1         |
| 5    | Ludvig Fjallstrom (en) | 259    | 0           | 0         |

| Rang | Nom                 | Points | Victoire(s) | Podium(s) |
| ---- | ------------------- | ------ | ----------- | --------- |
|      | Perrine Laffont     | 610    | 3           | 6         |
| 2    | Anri Kawamura       | 609    | 3           | 7         |
| 3    | Jakara Anthony      | 585    | 1           | 7         |
| 4    | Olivia Giaccio (de) | 350    | 1           | 1         |
| 5    | Tess Johnson        | 318    | 0           | 2         |

#### Bosses parallèles (DM)
| Rang | Nom                    | Points | Victoire(s) | Podium(s) |
| ---- | ---------------------- | ------ | ----------- | --------- |
|      | Mikaël Kingsbury       | 400    | 4           | 4         |
| 2    | Ikuma Horishima        | 300    | 0           | 4         |
| 3    | Walter Wallberg        | 208    | 0           | 2         |
| 4    | Ludvig Fjallstrom (en) | 202    | 0           | 2         |
| 5    | Cole McDonald          | 133    | 0           | 0         |

| Rang | Nom             | Points | Victoire(s) | Podium(s) |
| ---- | --------------- | ------ | ----------- | --------- |
|      | Jakara Anthony  | 340    | 2           | 4         |
| 2    | Perrine Laffont | 296    | 2           | 3         |
| 3    | Kai Owens       | 200    | 0           | 1         |
| 4    | Jaelin Kauf     | 192    | 0           | 2         |
| 5    | Hannah Soar     | 128    | 0           | 0         |

### Calendrier et podiums

#### Hommes
Bosses simples
| N°                                                | Date             | Lieu           | Vainqueur                                   | Second                                      | Troisième                                   |
| ------------------------------------------------- | ---------------- | -------------- | ------------------------------------------- | ------------------------------------------- | ------------------------------------------- |
| 1                                                 | 4 décembre 2021  | Ruka           | Mikaël Kingsbury                            | Pavel Kolmakov (en)                         | Ikuma Horishima                             |
| 2                                                 | 11 décembre 2021 | Idre           | Ikuma Horishima                             | Albin Holmgren                              | Benjamin Cavet                              |
| 3                                                 | 17 décembre 2021 | Alpe d'Huez    | Ikuma Horishima                             | Daichi Hara                                 | Mikaël Kingsbury                            |
| 4                                                 | 7 janvier 2022   | Mont-Tremblant | Mikaël Kingsbury                            | Walter Wallberg                             | Ikuma Horishima                             |
| 5                                                 | 8 janvier 2022   | Mont-Tremblant | Mikaël Kingsbury                            | Walter Wallberg                             | Ikuma Horishima                             |
| 6                                                 | 13 janvier 2022  | Deer Valley    | Mikaël Kingsbury                            | Ikuma Horishima                             | Kosuke Sugimoto                             |
| 7                                                 | 14 janvier 2022  | Deer Valley    | Ikuma Horishima                             | Mikaël Kingsbury                            | Walter Wallberg                             |
| -                                                 | 23 janvier 2022  | Chiesa         | Annulé en raison du redoux                  | Annulé en raison du redoux                  | Annulé en raison du redoux                  |
| Pékin - Jeux olympiques de 2022 (4 au 20 février) |                  |                |                                             |                                             |                                             |
| -                                                 | 26 février 2022  | Tazawako       | Annulé en raison du covid-19                | Annulé en raison du covid-19                | Annulé en raison du covid-19                |
| -                                                 | 5 mars 2022      | Kouzbass       | Annulé en raison de circonstances imprévues | Annulé en raison de circonstances imprévues | Annulé en raison de circonstances imprévues |
| 8                                                 | 18 mars 2022     | Megève         | Mikaël Kingsbury                            | Ikuma Horishima                             | Walter Wallberg                             |

Bosses parallèles
| N°                                                | Date             | Lieu                 | Vainqueur                                   | Second                                      | Troisième                                   |
| ------------------------------------------------- | ---------------- | -------------------- | ------------------------------------------- | ------------------------------------------- | ------------------------------------------- |
| 1                                                 | 12 décembre 2021 | Idre                 | Mikaël Kingsbury                            | Ikuma Horishima                             | Ludvig Fjällström (en)                      |
| 2                                                 | 18 décembre 2021 | Alpe d'Huez          | Mikaël Kingsbury                            | Walter Wallberg                             | Ikuma Horishima                             |
| Pékin - Jeux olympiques de 2022 (4 au 20 février) |                  |                      |                                             |                                             |                                             |
| -                                                 | 27 février 2022  | Tazawako             | Annulé en raison du covid-19                | Annulé en raison du covid-19                | Annulé en raison du covid-19                |
| -                                                 | 6 mars 2022      | Kouzbass             | Annulé en raison de circonstances imprévues | Annulé en raison de circonstances imprévues | Annulé en raison de circonstances imprévues |
| -                                                 | 12 mars 2022     | Chimbulak            | Annulé                                      | Annulé                                      | Annulé                                      |
| 3                                                 | 12 mars 2022     | Chiesa in Valmalenco | Mikaël Kingsbury                            | Ikuma Horishima                             | Walter Wallberg                             |
| 4                                                 | 19 mars 2022     | Megève               | Mikaël Kingsbury                            | Ikuma Horishima                             | Ludvig Fjällström (en)                      |

#### Femmes
Bosses simples
| N°                                                | Date             | Lieu           | Vainqueur                                   | Second                                      | Troisième                                   |
| ------------------------------------------------- | ---------------- | -------------- | ------------------------------------------- | ------------------------------------------- | ------------------------------------------- |
| 1                                                 | 4 décembre 2021  | Ruka           | Olivia Giaccio (de)                         | Jakara Anthony                              | Kai Owens (en)                              |
| 2                                                 | 11 décembre 2021 | Idre           | Anri Kawamura                               | Perrine Laffont                             | Jakara Anthony                              |
| 3                                                 | 17 décembre 2021 | Alpe d'Huez    | Jakara Anthony                              | Anri Kawamura                               | Tess Johnson                                |
| 4                                                 | 7 janvier 2022   | Mont-Tremblant | Anri Kawamura                               | Perrine Laffont                             | Tess Johnson                                |
| 5                                                 | 8 janvier 2022   | Mont-Tremblant | Perrine Laffont                             | Jakara Anthony                              | Anri Kawamura                               |
| 6                                                 | 13 janvier 2022  | Deer Valley    | Perrine Laffont                             | Anri Kawamura                               | Jakara Anthony                              |
| 7                                                 | 14 janvier 2022  | Deer Valley    | Anri Kawamura                               | Jakara Anthony                              | Perrine Laffont                             |
| -                                                 | 23 janvier 2022  | Chiesa         | Annulé en raison du redoux                  | Annulé en raison du redoux                  | Annulé en raison du redoux                  |
| Pékin - Jeux olympiques de 2022 (4 au 20 février) |                  |                |                                             |                                             |                                             |
| -                                                 | 26 février 2022  | Tazawako       | Annulé en raison du covid-19                | Annulé en raison du covid-19                | Annulé en raison du covid-19                |
| -                                                 | 5 mars 2022      | Kouzbass       | Annulé en raison de circonstances imprévues | Annulé en raison de circonstances imprévues | Annulé en raison de circonstances imprévues |
| 8                                                 | 18 mars 2022     | Megève         | Perrine Laffont                             | Jakara Anthony                              | Anri Kawamura                               |

Bosses parallèles
| N°                                                | Date             | Lieu                 | Vainqueur                                   | Second                                      | Troisième                                   |
| ------------------------------------------------- | ---------------- | -------------------- | ------------------------------------------- | ------------------------------------------- | ------------------------------------------- |
| 1                                                 | 12 décembre 2021 | Idre                 | Perrine Laffont                             | Rino Yanagimoto                             | Jakara Anthony                              |
| 2                                                 | 18 décembre 2021 | Alpe d'Huez          | Jakara Anthony                              | Anastasia Smirnova (en)                     | Kai Owens (en)                              |
| Pékin - Jeux olympiques de 2022 (4 au 20 février) |                  |                      |                                             |                                             |                                             |
| -                                                 | 27 février 2022  | Tazawako             | Annulé en raison du covid-19                | Annulé en raison du covid-19                | Annulé en raison du covid-19                |
| -                                                 | 6 mars 2022      | Kouzbass             | Annulé en raison de circonstances imprévues | Annulé en raison de circonstances imprévues | Annulé en raison de circonstances imprévues |
| -                                                 | 12 mars 2022     | Chimbulak            | Annulé                                      | Annulé                                      | Annulé                                      |
| 3                                                 | 12 mars 2022     | Chiesa in Valmalenco | Jakara Anthony                              | Perrine Laffont                             | Jaelin Kauf                                 |
| 4                                                 | 19 mars 2022     | Megève               | Perrine Laffont                             | Jakara Anthony                              | Jaelin Kauf                                 |

## Saut

### Programme
- 9 épreuves individuelles de saut acrobatique  + 3 épreuve mixte par équipe dans 6 stations.

| \| Almaty Deer Valley Iaroslavl Moscou Ruka Le Relais \| Sites des compétitions de saut acrobatique. |
| Almaty Deer Valley Iaroslavl Moscou Ruka Le Relais                                                   |

### Classements
| Rang | Nom            | Points | Victoire(s) | Podium(s) |
| ---- | -------------- | ------ | ----------- | --------- |
|      | Maxim Burov    | 400    | 4           | 4         |
| 2    | Jiaxu Sun (en) | 266    | 1           | 2         |
| 3    | Jia Zongyang   | 251    | 0           | 2         |
| 4    | Longxiao Yang  | 224    | 0           | 2         |
| 5    | Qi Guangpu     | 218    | 0           | 1         |

| Rang | Nom                | Points | Victoire(s) | Podium(s) |
| ---- | ------------------ | ------ | ----------- | --------- |
|      | Xu Mengtao         | 385    | 2           | 4         |
| 2    | Kong Fanyu         | 361    | 1           | 4         |
| 3    | Laura Peel         | 294    | 1           | 2         |
| 4    | Danielle Scott     | 280    | 1           | 1         |
| 5    | Anastasiya Novosad | 229    | 1           | 1         |

| Rang | Nation      | Points | Victoire(s) | Podium(s) |
| ---- | ----------- | ------ | ----------- | --------- |
|      | Chine       | 200    | 2           | 2         |
| 2    | Russie      | 120    | 0           | 1         |
| -    | États-Unis  | 120    | 0           | 1         |
| 4    | Ukraine     | 120    | 0           | 2         |
| 5    | Biélorussie | 100    | 0           | 0         |

| Rang | Nation     | Points |
| ---- | ---------- | ------ |
| 1    | Chine      | 2454   |
| 2    | Ukraine    | 1136   |
| 3    | Canada     | 967    |
| 4    | Russie     | 947    |
| 5    | États-Unis | 937    |

### Calendrier et podiums

#### Hommes
| N°                                                | Date             | Lieu        | Vainqueur                                   | Second                                      | Troisième                                   |
| ------------------------------------------------- | ---------------- | ----------- | ------------------------------------------- | ------------------------------------------- | ------------------------------------------- |
| 1                                                 | 2 décembre 2021  | Ruka        | Maxim Burov                                 | Pirmin Werner                               | Noé Roth                                    |
| 2                                                 | 3 décembre 2021  | Ruka        | Maxim Burov                                 | Jia Zongyang                                | Noé Roth                                    |
| 3                                                 | 10 décembre 2021 | Ruka        | Maxim Burov                                 | Jia Zongyang                                | Qi Guangpu                                  |
| 4                                                 | 11 décembre 2021 | Ruka        | Maxim Burov                                 | Noé Roth                                    | Pirmin Werner                               |
| 5                                                 | 5 janvier 2022   | Le Relais   | Sun Jiaxu (en)                              | Longxiao Yang                               | Nicolas Gygax                               |
| 6                                                 | 12 janvier 2022  | Deer Valley | Wang Xindi                                  | Longxiao Yang                               | Sun Jiaxu (en)                              |
| Pékin - Jeux olympiques de 2022 (4 au 20 février) |                  |             |                                             |                                             |                                             |
| -                                                 | 26 février 2022  | Iaroslavl   | Annulé en raison de circonstances imprévues | Annulé en raison de circonstances imprévues | Annulé en raison de circonstances imprévues |
| -                                                 | 5 mars 2022      | Moscou      | Annulé en raison de circonstances imprévues | Annulé en raison de circonstances imprévues | Annulé en raison de circonstances imprévues |
| -                                                 | 13 mars 2022     | Chimbulak   | Annulé                                      | Annulé                                      | Annulé                                      |

#### Femmes
| N°                                                | Date             | Lieu        | Vainqueur                                   | Second                                      | Troisième                                   |
| ------------------------------------------------- | ---------------- | ----------- | ------------------------------------------- | ------------------------------------------- | ------------------------------------------- |
| 1                                                 | 2 décembre 2021  | Ruka        | Kong Fanyu                                  | Qi Shao Zhanbota Aldabergenova (en)         | —                                           |
| 2                                                 | 3 décembre 2021  | Ruka        | Xu Mengtao                                  | Kong Fanyu                                  | Hanna Huskova                               |
| 3                                                 | 10 décembre 2021 | Ruka        | Anastasiya Novosad                          | Xu Mengtao                                  | Olga Polyuk (en)                            |
| 4                                                 | 11 décembre 2021 | Ruka        | Danielle Scott                              | Laura Peel                                  | Xu Mengtao                                  |
| 5                                                 | 5 janvier 2022   | Le Relais   | Xu Mengtao                                  | Marion Thénault                             | Kong Fanyu                                  |
| 6                                                 | 12 janvier 2022  | Deer Valley | Laura Peel                                  | Kong Fanyu                                  | Hanna Huskova                               |
| Pékin - Jeux olympiques de 2022 (4 au 20 février) |                  |             |                                             |                                             |                                             |
| -                                                 | 26 février 2022  | Iaroslavl   | Annulé en raison de circonstances imprévues | Annulé en raison de circonstances imprévues | Annulé en raison de circonstances imprévues |
| -                                                 | 5 mars 2022      | Moscou      | Annulé en raison de circonstances imprévues | Annulé en raison de circonstances imprévues | Annulé en raison de circonstances imprévues |
| -                                                 | 13 mars 2022     | Chimbulak   | Annulé                                      | Annulé                                      | Annulé                                      |

#### Mixte
| N°                                                | Date             | Lieu      | Vainqueur                                        | Second                                                                    | Troisième                                                            |
| ------------------------------------------------- | ---------------- | --------- | ------------------------------------------------ | ------------------------------------------------------------------------- | -------------------------------------------------------------------- |
| 1                                                 | 3 décembre 2021  | Ruka      | Chine I - Xu Mengtao - Jia Zongyang - Qi Guangpu | Russie- Liubov Nikitina - Stanislav Nikitin (en) - Maxim Burov            | Ukraine- Anastasiya Novosad - Dmytro Kotovskyi - Oleksandr Abramenko |
| 2                                                 | 11 décembre 2021 | Ruka      | Chine- Xu Mengtao - Sun Jiaxu (en) - Qi Guangpu  | États-Unis- Winter Vinecki (en) - Christopher Lillis - Justin Schoenefeld | Ukraine- Anastasiya Novosad - Dmytro Kotovskyi - Oleksandr Abramenko |
| Pékin - Jeux olympiques de 2022 (4 au 20 février) |                  |           |                                                  |                                                                           |                                                                      |
| -                                                 | 27 février 2022  | Iaroslavl | Annulé en raison de circonstances imprévues      | Annulé en raison de circonstances imprévues                               | Annulé en raison de circonstances imprévues                          |

## Skicross

### Programme
- 14 épreuves individuelles de skicross  + 1 épreuve mixte par équipe dans 9 stations.

| \| Idre Nakiska Secret Garden Sunny Valley \| Sites des compétitions de skicross (hors Alpes). |
| Idre Nakiska Secret Garden Sunny Valley                                                        |

| Idre Nakiska Secret Garden Sunny Valley |

| \| Arosa Val Thorens Innichen Veysonnaz Reiteralm \| Sites des compétitions de skicross dans les Alpes. |
| Arosa Val Thorens Innichen Veysonnaz Reiteralm                                                          |

| Arosa Val Thorens Innichen Veysonnaz Reiteralm |

### Classements
| Rang | Nom                   | Points | Victoire(s) | Podium(s) |
| ---- | --------------------- | ------ | ----------- | --------- |
|      | Ryan Regez            | 559    | 2           | 5         |
| 2    | Terence Tchiknavorian | 506    | 2           | 5         |
| 3    | Bastien Midol         | 465    | 1           | 5         |
| 4    | David Mobärg          | 430    | 3           | 4         |
| 5    | Florian Wilmsmann     | 345    | 0           | 2         |

| Rang | Nom                 | Points | Victoire(s) | Podium(s) |
| ---- | ------------------- | ------ | ----------- | --------- |
|      | Sandra Näslund      | 1150   | 11          | 11        |
| 2    | Fanny Smith         | 641    | 0           | 8         |
| 3    | Marielle Thompson   | 549    | 1           | 7         |
| 4    | Brittany Phelan     | 453    | 0           | 3         |
| 5    | Jade Grillet-Aubert | 396    | 0           | 2         |

| Rang | Nation   | Points | Victoire(s) | Podium(s) |
| ---- | -------- | ------ | ----------- | --------- |
| 1    | Suède    | 100    |             | 1         |
| 2    | Canada   | 80     | 0           | 1         |
| 3    | Russie   | 60     | 0           | 1         |
| 4    | Autriche | 50     | 0           |           |
| 5    | Suisse   | 36     | 0           |           |

| Rang | Nation   | Points |
| ---- | -------- | ------ |
| 1    | Canada   | 3656   |
| 2    | Suisse   | 2889   |
| 3    | France   | 2611   |
| 4    | Suède    | 2429   |
| 5    | Autriche | 1959   |

### Calendrier et podiums

#### Hommes
| N°                                                | Date             | Lieu          | Vainqueur                                   | Second                                      | Troisième                                   |
| ------------------------------------------------- | ---------------- | ------------- | ------------------------------------------- | ------------------------------------------- | ------------------------------------------- |
| 1                                                 | 27 novembre 2021 | Secret Garden | Sergueï Ridzik                              | Brady Leman                                 | Bastien Midol                               |
| 2                                                 | 11 décembre 2021 | Val Thorens   | Terence Tchiknavorian                       | Bastien Midol                               | Florian Wilmsmann                           |
| 3                                                 | 12 décembre 2021 | Val Thorens   | Alex Fiva                                   | Terence Tchiknavorian                       | Simone Deromedis                            |
| 4                                                 | 14 décembre 2021 | Arosa         | David Mobärg                                | Terence Tchiknavorian                       | Jared Schmidt                               |
| 5                                                 | 19 décembre 2021 | San Candido   | Ryan Regez                                  | Bastien Midol                               | Reece Howden                                |
| 6                                                 | 20 décembre 2021 | San Candido   | Bastien Midol                               | Ryan Regez                                  | Tobias Baur                                 |
| 7                                                 | 14 janvier 2022  | Nakiska       | David Mobärg                                | Kevin Drury                                 | Tobias Müller                               |
| 8                                                 | 15 janvier 2022  | Nakiska       | Kristofor Mahler (nl)                       | Florian Wilmsmann                           | Ryan Regez                                  |
| 9                                                 | 22 janvier 2022  | Idre          | Ryan Regez                                  | Terence Tchiknavorian                       | Adam Kappacher                              |
| 10                                                | 23 janvier 2022  | Idre          | Ryan Regez                                  | David Mobärg                                | François Place                              |
| Pékin - Jeux olympiques de 2022 (4 au 20 février) |                  |               |                                             |                                             |                                             |
| -                                                 | 26 février 2022  | Sunny Valley  | Annulé en raison de circonstances imprévues | Annulé en raison de circonstances imprévues | Annulé en raison de circonstances imprévues |
| -                                                 | 27 février 2022  | Sunny Valley  | Annulé en raison de circonstances imprévues | Annulé en raison de circonstances imprévues | Annulé en raison de circonstances imprévues |
| 11                                                | 13 mars 2022     | Reiteralm     | Reece Howden                                | Ryo Sugai                                   | Alex Fiva                                   |
| 12                                                | 19 mars 2022     | Veysonnaz     | David Mobärg                                | Simone Deromedis                            | Brady Leman                                 |

#### Femmes
| N°                                                | Date             | Lieu          | Vainqueur                                   | Second                                      | Troisième                                   |
| ------------------------------------------------- | ---------------- | ------------- | ------------------------------------------- | ------------------------------------------- | ------------------------------------------- |
| 1                                                 | 27 novembre 2021 | Secret Garden | Sandra Näslund                              | Fanny Smith                                 | Marielle Berger Sabbatel                    |
| 2                                                 | 11 décembre 2021 | Val Thorens   | Sandra Näslund                              | Brittany Phelan                             | Marielle Berger Sabbatel                    |
| 3                                                 | 12 décembre 2021 | Val Thorens   | Sandra Näslund                              | Fanny Smith                                 | Marielle Thompson                           |
| 4                                                 | 14 décembre 2021 | Arosa         | Marielle Thompson                           | Fanny Smith                                 | Zoe Chore                                   |
| 5                                                 | 19 décembre 2021 | San Candido   | Sandra Näslund                              | Fanny Smith                                 | Brittany Phelan                             |
| 6                                                 | 20 décembre 2021 | San Candido   | Sandra Näslund                              | Fanny Smith                                 | Marielle Thompson                           |
| 7                                                 | 14 janvier 2022  | Nakiska       | Sandra Näslund                              | Fanny Smith                                 | Daniela Maier                               |
| 8                                                 | 15 janvier 2022  | Nakiska       | Sandra Näslund                              | Marielle Thompson                           | Fanny Smith                                 |
| 9                                                 | 22 janvier 2022  | Idre          | Sandra Näslund                              | Alexandra Edebo                             | Jade Grillet-Aubert                         |
| 10                                                | 23 janvier 2022  | Idre          | Sandra Näslund                              | Jade Grillet-Aubert                         | Katrin Ofner                                |
| Pékin - Jeux olympiques de 2022 (4 au 20 février) |                  |               |                                             |                                             |                                             |
| -                                                 | 26 février 2022  | Sunny Valley  | Annulé en raison de circonstances imprévues | Annulé en raison de circonstances imprévues | Annulé en raison de circonstances imprévues |
| -                                                 | 27 février 2022  | Sunny Valley  | Annulé en raison de circonstances imprévues | Annulé en raison de circonstances imprévues | Annulé en raison de circonstances imprévues |
| 11                                                | 13 mars 2022     | Reiteralm     | Sandra Näslund                              | Marielle Thompson                           | Brittany Phelan                             |
| 12                                                | 19 mars 2022     | Veysonnaz     | Sandra Näslund                              | Marielle Thompson                           | Fanny Smith                                 |

### Mixte
| N°                                                | Date             | Lieu  | Vainqueur                               | Second                                | Troisième                                   |
| ------------------------------------------------- | ---------------- | ----- | --------------------------------------- | ------------------------------------- | ------------------------------------------- |
| 1                                                 | 15 décembre 2021 | Arosa | Suède I - David Mobärg - Sandra Näslund | Canada III - Reece Howden - Zoe Chore | Russie I - Sergueï Ridzik - Natalia Sherina |
| Pékin - Jeux olympiques de 2022 (4 au 20 février) |                  |       |                                         |                                       |                                             |

## Freeski Park&Pipe

### Programme
- 12 épreuves individuelles de freeski dans 10 stations dont :
  - 4 épreuves de half-pipe
  - 6 épreuves de slopestyle
  - 2 épreuves de big air

### Classements

#### Général
| Rang | Nom            | Points | Victoire(s) | Podium(s) |
| ---- | -------------- | ------ | ----------- | --------- |
|      | Birk Ruud      | 386    | 3           | 4         |
| 2    | Andri Ragettli | 310    | 2           | 1         |
| 3    | Alexander Hall | 273    | 1           | 2         |
| 4    | Brendan MacKay | 260    | 2           | 3         |
| 5    | Alex Ferreira  | 260    | 1           | 3         |

| Rang | Nom             | Points | Victoire(s) | Podium(s) |
| ---- | --------------- | ------ | ----------- | --------- |
|      | Gu Ailing       | 580    | 5           | 6         |
| 2    | Kelly Sildaru   | 469    | 3           | 5         |
| 3    | Tess Ledeux     | 364    | 2           | 4         |
| 4    | Sarah Höfflin   | 309    | 0           | 2         |
| 5    | Hanna Faulhaber | 235    | 0           | 2         |

| Rang | Nation     | Points |
| ---- | ---------- | ------ |
| 1    | États-Unis | 3665   |
| 2    | Canada     | 2643   |
| 3    | Suisse     | 1474   |
| 4    | Chine      | 1258   |
| 5    | Norvège    | 1185   |

#### Big Air (BA)
La saison de Big Air ne comporte que deux épreuves. La Française Tess Ledeux, avec une victoire et une seconde place, et le néo-Autrichien Matěj Švancer qui gagne les deux épreuves remportent les classements de la spécialité,.
| Rang | Nom              | Points | Victoire(s) | Podium(s) |
| ---- | ---------------- | ------ | ----------- | --------- |
| 1    | Matěj Švancer    | 200    | 2           | 2         |
| 2    | Alexander Hall   | 120    | 0           | 1         |
| 3    | Birk Ruud        | 86     | 0           | 1         |
| 4    | Antoine Adelisse | 84     | 0           | 1         |
| 5    | Teal Harle (en)  | 80     | 0           | 1         |

| Rang | Nom                | Points | Victoire(s) | Podium(s) |
| ---- | ------------------ | ------ | ----------- | --------- |
| 1    | Tess Ledeux        | 180    | 1           | 2         |
| 2    | Sarah Höfflin      | 120    | 0           | 1         |
| 3    | Elena Gaskell (de) | 110    | 0           | 1         |
| 4    | Gu Ailing          | 100    | 1           | 1         |
| 5    | Johanne Killi      | 89     | 0           | 1         |

#### Half-pipe (HP)
Brendan MacKay remporte le gros globe en raison de ses deux victoires contre une pour Alex Ferreira.
| Rang | Nom            | Points | Victoire(s) | Podium(s) |
| ---- | -------------- | ------ | ----------- | --------- |
|      | Brendan MacKay | 260    | 2           | 3         |
| 2    | Alex Ferreira  | 260    | 1           | 3         |
| 3    | Nico Porteous  | 180    | 1           | 2         |
| 4    | David Wise     | 180    | 0           | 1         |
| 5    | Noah Bowman    | 150    | 0           | 1         |

| Rang | Nom             | Points | Victoire(s) | Podium(s) |
| ---- | --------------- | ------ | ----------- | --------- |
|      | Gu Ailing       | 400    | 4           | 4         |
| 2    | Hanna Faulhaber | 235    | 0           | 2         |
| 3    | Rachael Karker  | 220    | 0           | 3         |
| 4    | Zhang Kexin     | 167    | 0           |           |
| 5    | Li Fanghui      | 142    | 0           |           |

#### Slopestyle (SS)
| Rang | Nom              | Points | Victoire(s) | Podium(s) |
| ---- | ---------------- | ------ | ----------- | --------- |
|      | Andri Ragettli   | 310    | 2           | 3         |
| 2    | Birk Ruud        | 300    | 3           | 3         |
| 3    | Mac Forehand     | 194    | 0           | 1         |
| 4    | Max Moffatt (en) | 191    | 0           | 1         |
| 5    | Alexander Hall   | 153    | 1           | 1         |

| Rang | Nom           | Points | Victoire(s) | Podium(s) |
| ---- | ------------- | ------ | ----------- | --------- |
|      | Kelly Sildaru | 300    | 3           | 3         |
| 2    | Sarah Höfflin | 189    | 0           | 2         |
| 3    | Tess Ledeux   | 184    | 1           | 2         |
| 4    | Megan Oldham  | 162    | 1           | 1         |
| 5    | Marin Hamill  | 136    | 0           | 1         |

### Calendrier et podiums

#### Hommes
Big Air
| N°                                                | Date            | Lieu              | Vainqueur     | Second          | Troisième        |
| ------------------------------------------------- | --------------- | ----------------- | ------------- | --------------- | ---------------- |
| 1                                                 | 22 octobre 2021 | Coire             | Matěj Švancer | Teal Harle (en) | Birk Ruud        |
| 2                                                 | 4 décembre 2021 | Steamboat Springs | Matěj Švancer | Alexander Hall  | Antoine Adelisse |
| Pékin - Jeux olympiques de 2022 (4 au 20 février) |                 |                   |               |                 |                  |

Half-Pipe
| N°                                                | Date             | Lieu            | Vainqueur      | Second        | Troisième      |
| ------------------------------------------------- | ---------------- | --------------- | -------------- | ------------- | -------------- |
| 1                                                 | 10 décembre 2021 | Copper Mountain | Alex Ferreira  | Nico Porteous | Brendan MacKay |
| 2                                                 | 30 décembre 2021 | Calgary         | Brendan MacKay | Alex Ferreira | Simon d'Artois |
| 3                                                 | 1 janvier 2022   | Calgary         | Brendan MacKay | Alex Ferreira | Noah Bowman    |
| 4                                                 | 7 janvier 2022   | Mammoth         | Nico Porteous  | David Wise    | Aaron Blunck   |
| Pékin - Jeux olympiques de 2022 (4 au 20 février) |                  |                 |                |               |                |

Slopestyle
| N°                                                | Date             | Lieu       | Vainqueur      | Second           | Troisième               |
| ------------------------------------------------- | ---------------- | ---------- | -------------- | ---------------- | ----------------------- |
| 1                                                 | 20 novembre 2021 | Stubaital  | Birk Ruud      | Max Moffatt (en) | Ferdinand Dahl (en)     |
| 2                                                 | 8 janvier 2022   | Mammoth    | Alexander Hall | Nick Goepper     | Evan McEachran (en)     |
| 3                                                 | 16 janvier 2022  | Font Romeu | Andri Ragettli | Ben Barclay      | Édouard Therriault (en) |
| Pékin - Jeux olympiques de 2022 (4 au 20 février) |                  |            |                |                  |                         |
| 4                                                 | 5 mars 2022      | Bakouriani | Andri Ragettli | Colin Wili       | Thierry Wili            |
| 5                                                 | 12 mars 2022     | Tignes     | Birk Ruud      | Max Moffatt (en) | Jesper Tjäder           |
| 6                                                 | 26 mars 2022     | Silvaplana | Birk Ruud      | Mac Forehand     | Andri Ragettli          |

#### Femmes
Big Air
| N°                                                | Date            | Lieu              | Vainqueur   | Second        | Troisième          |
| ------------------------------------------------- | --------------- | ----------------- | ----------- | ------------- | ------------------ |
| 1                                                 | 22 octobre 2021 | Chur              | Tess Ledeux | Sarah Höfflin | Elena Gaskell (de) |
| 2                                                 | 4 décembre 2021 | Steamboat Springs | Gu Ailing   | Tess Ledeux   | Johanne Killi      |
| Pékin - Jeux olympiques de 2022 (4 au 20 février) |                 |                   |             |               |                    |

Half-Pipe
| N°                                                | Date             | Lieu            | Vainqueur | Second          | Troisième       |
| ------------------------------------------------- | ---------------- | --------------- | --------- | --------------- | --------------- |
| 1                                                 | 10 décembre 2021 | Copper Mountain | Gu Ailing | Rachael Karker  | Kelly Sildaru   |
| 2                                                 | 30 décembre 2021 | Calgary         | Gu Ailing | Hanna Faulhaber | Rachael Karker  |
| 3                                                 | 1 janvier 2022   | Calgary         | Gu Ailing | Rachael Karker  | Hanna Faulhaber |
| 4                                                 | 7 janvier 2022   | Mammoth         | Gu Ailing | Kelly Sildaru   | Brita Sigourney |
| Pékin - Jeux olympiques de 2022 (4 au 20 février) |                  |                 |           |                 |                 |

Slopestyle
| N°                                                | Date             | Lieu       | Vainqueur                | Second                   | Troisième                |
| ------------------------------------------------- | ---------------- | ---------- | ------------------------ | ------------------------ | ------------------------ |
| 1                                                 | 20 novembre 2021 | Stubaital  | Kelly Sildaru            | Sarah Höfflin            | Johanne Killi            |
| 2                                                 | 8 janvier 2022   | Mammoth    | Kelly Sildaru            | Gu Ailing                | Maggie Voisin            |
| 3                                                 | 16 janvier 2022  | Font Romeu | Tess Ledeux              | Anastasia Tatalina       | Lara Wolf (en)           |
| Pékin - Jeux olympiques de 2022 (4 au 20 février) |                  |            |                          |                          |                          |
| 4                                                 | 5 mars 2022      | Bakouriani | Megan Oldham             | Sarah Höfflin            | Alia Delia Eichinger     |
| -                                                 | 12 mars 2022     | Tignes     | Annulé en raison du vent | Annulé en raison du vent | Annulé en raison du vent |
| 5                                                 | 26 mars 2022     | Silvaplana | Kelly Sildaru            | Tess Ledeux              | Johanne Killi            |